# Orange (Nuevo Hampshire)
Orange es un pueblo ubicado en el condado de Grafton en el estado estadounidense de Nuevo Hampshire. En el Censo de 2010 tenía una población de 331 habitantes y una densidad poblacional de 5,5 personas por km².

## Geografía
Orange se encuentra ubicado en las coordenadas 43°40′44″N 71°55′19″O / 43.67889, -71.92194. Según la Oficina del Censo de los Estados Unidos, Orange tiene una superficie total de 60,14 km², de la cual 59,99 km² corresponden a tierra firme y (0,25%) 0,15 km² es agua.

## Demografía
Según el censo de 2010, había 331 personas residiendo en Orange. La densidad de población era de 5,5 hab./km². De los 331 habitantes, Orange estaba compuesto por el 97,89% blancos, el 0,3% eran afroamericanos, el 0% eran amerindios, el 0,3% eran asiáticos, el 0% eran isleños del Pacífico, el 0,3% eran de otras razas y el 1,21% pertenecían a dos o más razas. Del total de la población el 2,72% eran hispanos o latinos de cualquier raza.